# Pedosfera
A pedosfera (do Grego πέδον [pedon] solo + σφαίρα [sfaíra] esfera) é a camada mais externa da Terra e é composta do solo e sujeita a processos de formação de solo. Assim, designa o conjunto dos solos a nível mundial. A pedosfera existe da interação entre a litosfera, atmosfera, hidrosfera e biosfera.